# 225225 Ninagrunewald
225225 Ninagrunewald este un asteroid din centura principală de asteroizi.

## Descriere
225225 Ninagrunewald este un asteroid din centura principală de asteroizi. A fost descoperit pe 26 septembrie 2008 la Wildberg de Rolf Apitzsch. Asteroidul prezintă o orbită caracterizată de o semiaxă mare de 3,20 ua, o excentricitate de 0,05 și o înclinație de 14,7° în raport cu ecliptica.